# Lichtenau (Renânia do Norte-Vestfália)
Lichtenau é uma cidade da Alemanha localizado no distrito de Paderborn, região administrativa de Detmold, estado de Renânia do Norte-Vestfália.